# Wilbaser Markt

Westeingang zum Wilbaser Markt

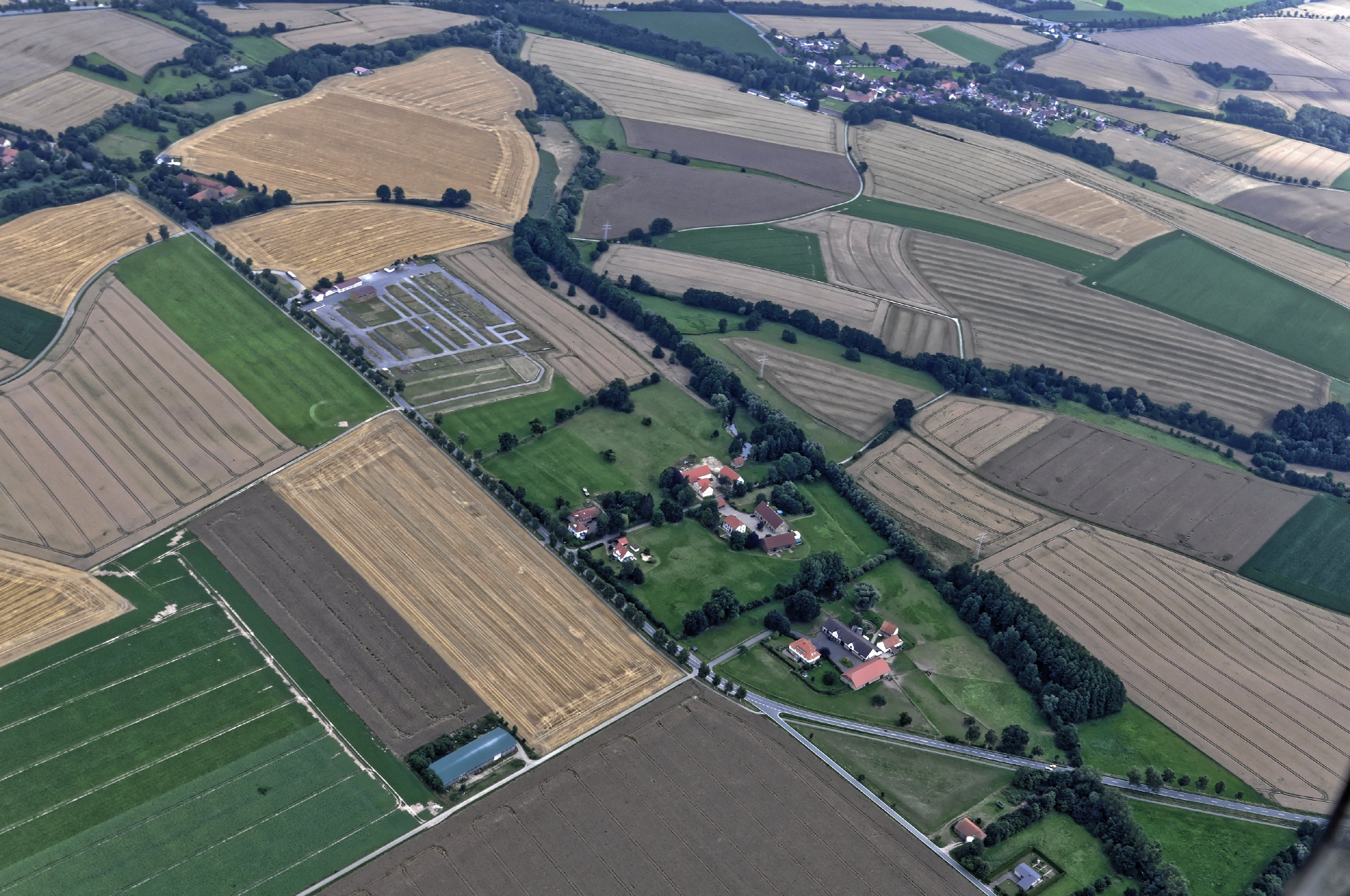
Das leere Wilbaser-Markt-Gelände im oberen linken Bildausschnitt

Der Wilbaser Markt ist eine der größten und ältesten Kirmesveranstaltungen im Kreis Lippe. Sie findet im Ortsteil Siebenhöfen, vor den Toren der Stadt Blomberg, jährlich im Herbst nach der Aberntung der Felder statt und startet immer am zweiten Freitag im September.

## Geschichte
Die Wurzeln des ältesten Jahrmarkts im Kreis Lippe gehen bis auf mehr als 575 Jahre zurück. Die erste urkundliche Erwähnung stammt aus einem Klosterbuch aus dem Jahr 1430, das einen Eintrag über Einnahmen aus der Kermisse beinhaltete. Der Vorläufer des Wilbaser Marktes war ein Kirchweihfest mit angeschlossenem Markt.
Später kamen zu der Veranstaltung Zigeuner aus ganz Deutschland, um Pferde zu verkaufen und um Hochzeiten zu feiern. Auf diese Weise entwickelte sich der Wilbaser Markt zu einem der bedeutendsten Pferdemärkte Norddeutschlands. Nach dem Zweiten Weltkrieg wurde der Wilbaser Markt dem Amt Blomberg zugeteilt.
2020 und 2021 wurde das Volksfest wegen der Covid-19-Pandemie abgesagt. 
2022 soll nach über 100 Jahren kein Viehmarkt mehr stattfinden.

## Der Verlauf des Festes
Am ersten Tag (Freitag) wird der Jahrmarkt durch den amtierenden Landrat des Kreises Lippe eröffnet, indem er ein Bierfass auf traditionelle Weise mit dem Hammer ansticht. Da der Markt wegen der bequemen Lage (direkt an der B 1) leicht zu erreichen ist, reisen jährlich etwa 300 Händler und Aussteller an, um den Jahrmarktbesuchern ihre Waren und Fahrgeschäfte anzubieten.
Am Wilbasen-Wochenende lockt der Jahrmarkt auch zahlreiche Jugendliche aus der Umgebung an. Die Blomberger Schulen bleiben am Montag nach dem Wilbasen-Wochenende geschlossen. Der Viehmarkt findet nach 100-jähriger Tradition immer noch statt. Auch heute haben die Besucher Montags vormittags die Möglichkeit, zum Beispiel Pferde oder Geflügel zu erwerben. Der letzte Tag des Wilbaser Marktes (Montag) klingt bei Einsetzen der Abenddämmerung mit einem großen Feuerwerk aus.

## Besonderheiten
Der Wilbaser Markt ist der einzige Jahrmarkt in Deutschland, der von einer Kreisverwaltung veranstaltet wird.